# Tipula honorifica
Tipula honorifica är en tvåvingeart som beskrevs av Alexander 1933. Tipula honorifica ingår i släktet Tipula och familjen storharkrankar. Inga underarter finns listade i Catalogue of Life.